# Residue
Residue es una película estadounidense de 2020 dirigida por Merawi Gerima.

## Sinopsis
Un joven cineasta vuelve a casa después de muchos años fuera para escribir un guion sobre su infancia, sólo para encontrar su barrio irreconocible y a sus amigos de la infancia dispersos al viento.